# Безтривоги
Безтривоги (пол. Beztrwogi) — шляхетський герб, дарований у Королівстві Польському.

## Опис герба
У центрі синього щита із золотим краєм граната з палаючим ґнотом, що пронизана по діагоналі двома мечами із золотими руків'ями. У клейноді такий же меч вістрям донизу. Намет синій, підбитий сріблом.

## Історія герба
Наданий 2 квітня 1844 р. Вільгельму Липинському, раднику уряду Люблінської губернії.

## Геральдичний рід
Липинські (Lipiński).
Є інші, старовинні польські роди Липинських:
- Липинські герба Бродзиць (ДЦП I, 100)
- Липинські герба Гоздава (ДЦП) II, 57)
- Липинські герба Приятель